# ديف سيمبسون (لاعب هوكي الجليد)
ديف سيمبسون هو لاعب هوكي الجليد كندي، ولد في 3 مارس 1962 في لندن في كندا.

## وصلات خارجية
- ديف سيمبسون على موقع دوري الهوكي الوطني (الإنجليزية)
- ديف سيمبسون على موقع EliteProspects.com (الإنجليزية)
- ديف سيمبسون على موقع HockeyDB.com (الإنجليزية)